# Sonoboya

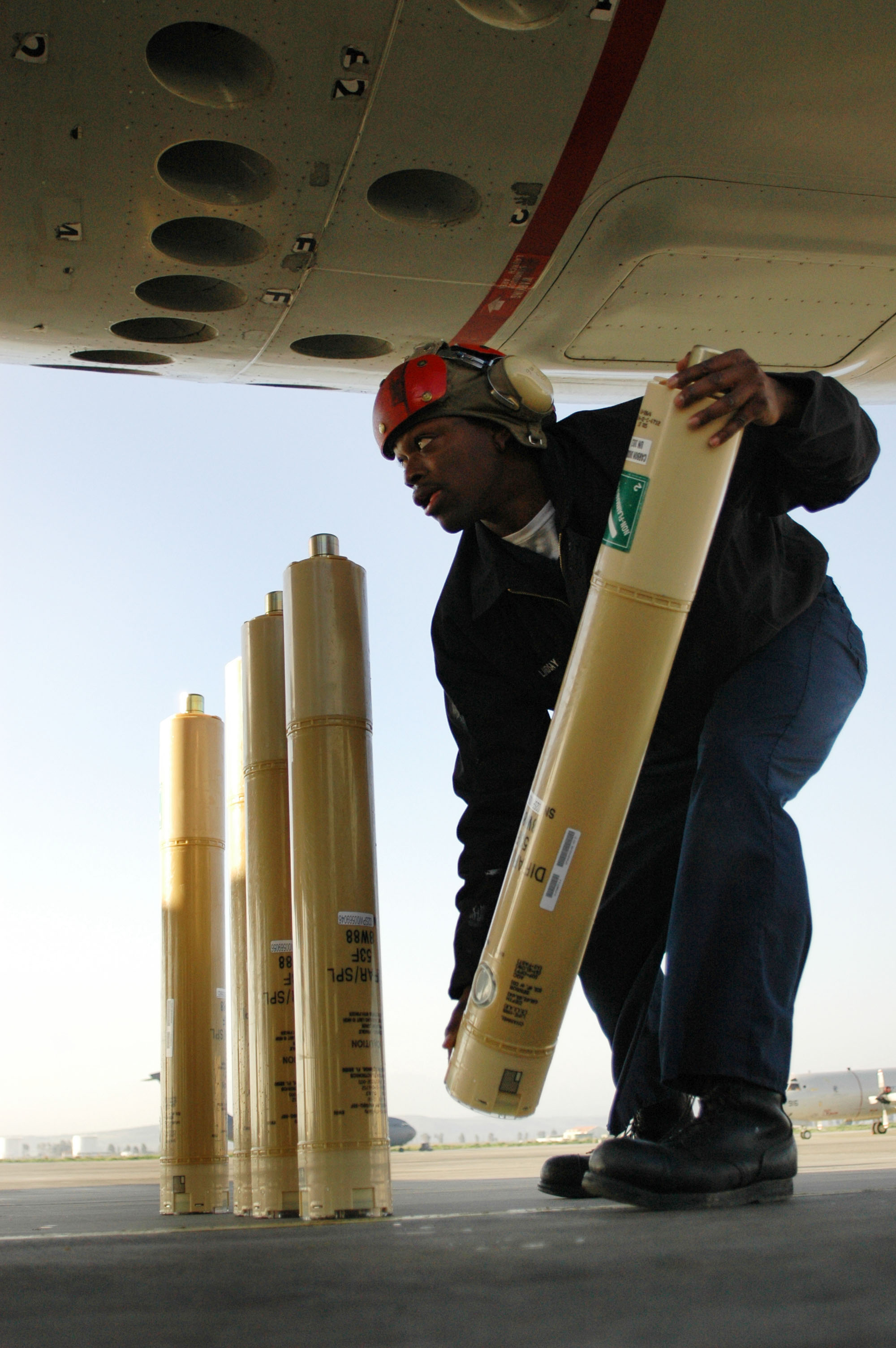
Sonoboyas de un P-3 Orion.

Las sonoboyas, (combinación de sonar y boya) son sistemas sonar consumibles relativamente ligeros y baratos que se lanzan para la búsqueda y detección de submarinos desde aeronaves militares (normalmente aviones de patrulla marítima o helicópteros antisubmarinos) en misiones de lucha antisubmarina.

## Funcionamiento
Las sonoboyas se despliegan al impactar contra el agua, extendiendo bajo el agua un sistema de hidrófonos y una antena de radio en el aire. La profundidad de los hidrófonos se regula en función de las condiciones ambientales y de los patrones de búsqueda, y transmite a la aeronave la información acústica de sus hidrófonos por medio de un transmisor UHF/VHF.

También se emplean sonoboyas en el ámbito civil, en misiones de investigación oceanogáfica.

## Tipos de sonoboyas
Las sonoboyas se clasifican en tres categorías principales: activas, pasivas y especiales.
- Las activas emiten ondas sonoras en el mar y escuchan el eco devuelto, transmitiendo por radio la información recibida a un buque o aeronave.
- Las pasivas no emiten ondas sonoras, sino escuchan los ruidos del océano, retransmitiendoselos vía radio a un buque o aeronave. Esto permite detectar la presencia de ruidos producidos por motores, máquinas o hélices de barcos y submarinos presentes en la zona.
- Las especiales son de varios tipos. Las más utilizadas son la batitermográficas, que toman los datos de temperatura y salinidad del mar en función de la profundidad, lo cual permite calcular las condiciones de propagación del sonido bajo el agua, o las de medida del ruido ambiente. Otras sonoboyas especiales permiten a una aeronave comunicarse con un submarino en inmersión.